# عصب پوستی پسین ران
عصب پوستی پسین ران یا عصب جلدی رانی خلفی (انگلیسی: Posterior cutaneous nerve of thigh) از طریق سوراخ سیاتیک بزرگ از لگن خارج شده و پوست خلف ران، حفره پشت‌زانویی (پوپلیتئال) و یک سوم فوقانی سطح خلفی ساق را عصب می‌دهد.
این عصب شاخه سُرینی (گلوتئال) زیرین جهت قسمت تحتانی ناحیه سرینی و شاخه‌های میان‌دوراهی برای میان‌دوراه (پرینه) دارد.